# سرخه سنگ
سرخه سنگ یک روستا در ایران است که در دهستان درام واقع شده‌است. زبان ساکنین این روستا تاتی می‌باشد.  سرخه سنگ 85 نفر جمعیت دارد.شغل ساکنین این روستا دامداری و کشاورزی است.